# Malakai Bakaniceva

a Compétitions nationales et continentales officielles uniquement.

b Matchs officiels uniquement.
Dernière mise à jour le 6 mars 2018.
Malakai Bakaniceva également Malakai Radikedike, de son nom complet Elia Malakai Bakaniceva Radikedike, né le 6 mai 1985 à Nausori, est un joueur international fidjien de rugby à XV évoluant au poste d'ailier.

## Biographie
Il évolue à partir de 2008 avec l'équipe des Fidji de rugby à sept.
En juin 2010, il obtient sa première sélection avec l'équipe des Fidji de rugby à XV contre le Japon.
Après trois saisons passées avec l'US Colomiers, Bakaniceva s'engage avec le Tarbes Pyrénées rugby pour la saison 2011-2012. En mai 2012, il décide de rejoindre le club du CA Brive, relégué en Pro D2. Il joue par la suite avec le CS Bourgoin-Jallieu et le Rouen NR.

## Palmarès
- Championnat de France de deuxième division :
  - Vice-champion (1) : 2013